# Monolepta jacksoni
Monolepta jacksoni es una especie de insecto coleóptero de la familia Chrysomelidae.
Fue descrita científicamente en 1953 por Bryant.